# Eric Elwood
Eric Paul Elwood (Galway, 26 febbraio 1969) è un ex rugbista a 15, allenatore di rugby a 15 e dirigente sportivo irlandese, per 25 anni nelle file del Connacht come giocatore (nel campionato interprovinciale e in Celtic League) e come allenatore e, dal 2014, in veste di responsabile allo sviluppo della disciplina nella provincia; vanta la partecipazione in due edizioni della Coppa del Mondo (1995 e 1999) con l’Irlanda, in cui, nel ruolo di mediano d'apertura, ha disputato 35 incontri marcando 296 punti.

## Biografia
Nel Connacht dal 1988, disputò con esso il campionato interprovinciale — competizione nella quale esordì a ottobre 1989 contro Ulster — fino al 2002 e, dal 2001 al 2005, fece parte anche della squadra che disputò le prime cinque edizioni della Celtic League.
Elwood disputò il suo primo incontro internazionale nel corso del Cinque Nazioni 1993 a Cardiff contro il Galles; due anni più tardi fu nella squadra irlandese che prese parte alla Coppa del Mondo di rugby 1995 in Sudafrica; la sua carriera internazionale terminò quattro anni più tardi, in occasione dell'incontro della fase a gironi della Coppa del Mondo di rugby 1999 contro la Romania.
Al suo attivo anche una convocazione nei Barbarians in un'occasione di prestigio, l'incontro terminale del tour neozelandese del 1993 che si tenne a Twickenham: gli All Blacks vinsero 25-12 e fu Elwood a marcare tutti i punti per i Barbarians.
Nel 2005, dopo 17 stagioni al Connacht, decise il ritiro a 36 anni, diventando, nella stagione immediatamente seguente, assistente allenatore della stessa squadra provinciale con compiti di tecnico dei tre quarti; nel 2010 divenne tecnico-capo con un contratto triennale che, alla fine del 2012, annunciò di non voler rinnovare per dedicarsi ad altre attività.
Alla fine della stagione 2012-13, quindi, intraprese la carriera dirigenziale in una società del settore chimico ma appena un anno e mezzo più tardi, a fine 2014, fu richiamato da Connacht per assumere l'incarico di responsabile dello sviluppo della disciplina rugbistica nel territorio della provincia.